# 巴耶塞特一世清真寺
巴耶塞特一世清真寺（土耳其语：Yıldırım Bayezid Camii）是一座历史悠久的清真寺，位于土耳其布尔萨的雷霆区（Yıldırım），属于一个大型建筑群（庫里耶），由奥斯曼帝国苏丹巴耶塞特一世（雷霆）兴建于1391-1395年。1855年布尔萨地震后修复。
该寺有2个叫拜楼。